# Ishikarigawa
Ishikarigawa (japanska: 石狩川?, Ishikari-gawa) eller Ishikari är en flod på ön Hokkaido i Japan. Den är 268 kilometer lång och är den tredje längsta floden i Japan, efter Shinanogawa och Tonegawa, och den längsta på Hokkaido. Dessa avrinningsområde omfattar 14 330 kvadratkilometer, vilket är det näst största av Japans floder, efter Tonegawa. Ishikarigawa har sina källor på 1 937 meters höjd på berget Ishikari, som är beläget inom Daisetsuzan nationalpark (centrala Hokkaido) och rinner västerut genom dalar och över slätter mot Japanska havet, med mynning i Ishikaribukten vid staden Ishikari.

## Bifloder
Ishikariflodens huvudbifloder är Toyohira, Chitose, Yubari, Sorachi, Uryu och Chubetsu.

## Historia
Ishikariflodens floddal var helig för ainufolket, Hokkaidos ursprungsbefolkning, som var de första som bodde längs floden. Från Meijiperioden och framåt har flodens lopp förändras mycket genom mänsklig påverkan. Över Ishikarislätten hade Ishikarifloden till exempel tidigare ett mycket slingrande, eller meanderande, lopp. Särskilt sedan 1910 har många av flodslingorna rätats ut för att få mark till jordbruk och bebyggelse. Dagens flod är därför kortare än den forna floden. I sin ursprungliga sträckning var Ishikarifloden den näst längsta floden i Japan.

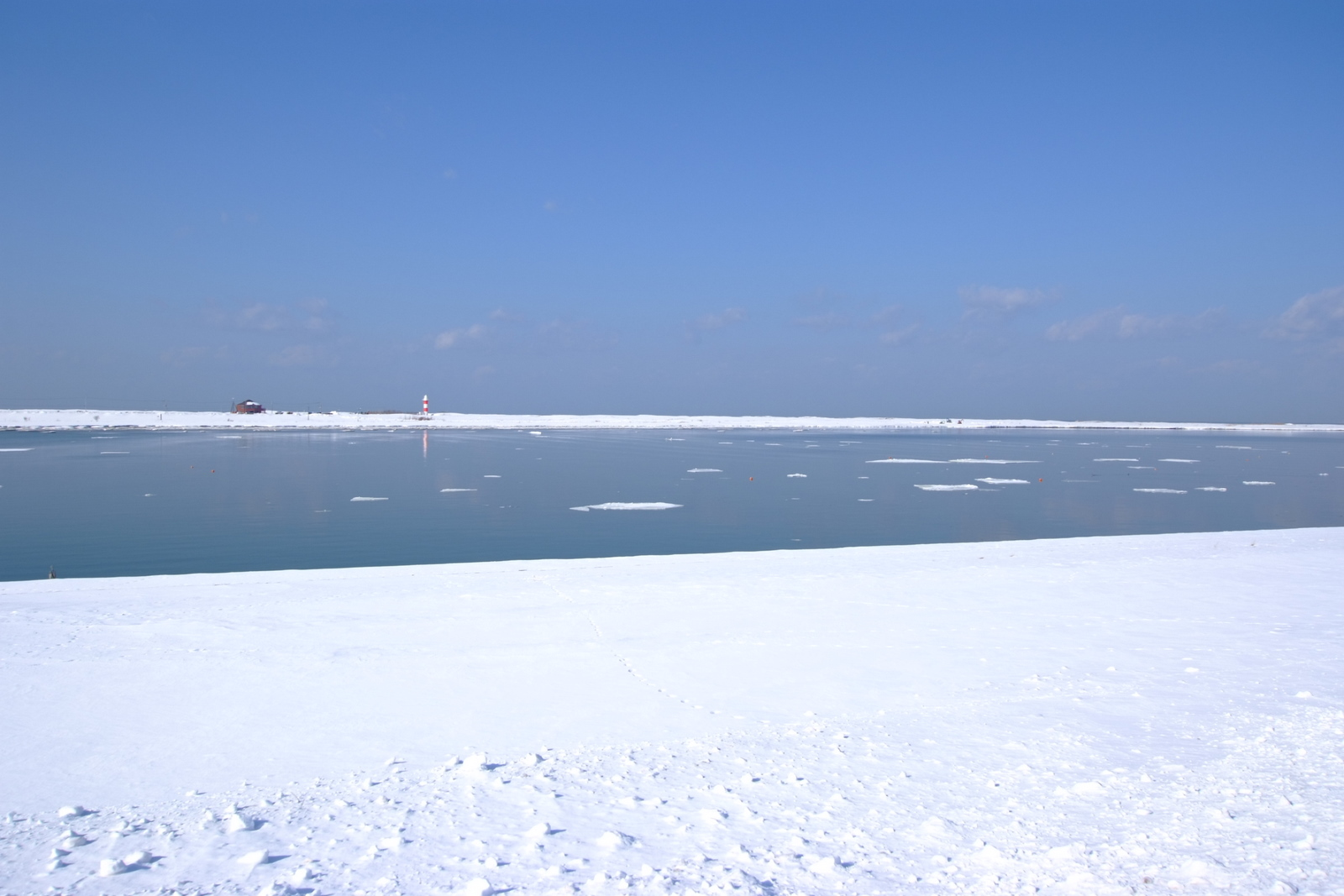
Ishikarifloden på vintern (2011).